# 201 Penelope
201 Penelope je veliki asteroid glavnog pojasa. Po sastavu je mješavina željeza i nikla, uz moguće primjese kamena, te spada u asteroide M-tipa. 
Asteroid je 7. kolovoza 1879. iz Pule otkrio Johann Palisa i nazvao ga po Penelopi (žena Odiseja) iz homerove Odiseje.
… | 200 Dynamene | 201 Penelope | 202 Chryseïs | …